# France 2
A France 2 egy francia közszolgálati televízió, az állami tulajdonban levő France Télévisions közszolgálati televíziótársaság fő adója. A csatorna 1992. szeptember 7-én az Antenne 2 megszűnését követően kezdi meg adását. A csatorna logója a kezdetek óta vörös.
A második legnézettebb televíziós csatorna Franciaországban, adásait a TV5 Monde csatornán ismétlik, amely világszerte fogható francia nyelvű csatorna.

## Történet

### RTF Télévision 2-től az Antenne 2 megszűnéséig
A csatorna története visszanyúlik 1964. január 1-re, amikor elődje az RTF Télévision 2 elindult. Ez a csatorna az RTF 1-es csatorna mellett kiegészítő szerepet látott el. 1964. június 27-én az RTF-ből ORTF lett.
1967-ben ezen a csatornán volt Franciaország első színes adása. Az ORTF megszűnését követően 1975-ben létrejön az Antenne 2 csatorna.
1985-ben elindult a világszerte népszerű Télématin reggeli műsor.
1989 augusztusában életbe lépett egy törvény, amellyel az Antenne 2 és a France Régions 3 csatorna közös vezetést kap.

### France 2 (1992 óta)
1992. szeptember 7-én az Antenne 2 és a France Régions 3 nevet váltottak: előbbi France 2, utóbbi France 3 lett. Ezzel egyidőben létrehozták a France Télévisons televíziótársaságot, amely a közszolgálati televíziós csatornákat foglalja magában. Az Antenne 2 szerepét vette át a csatorna.
Jean-Pierre Elkabbach elnöksége alatt (1993-1996) a csatorna a fiatal korosztályt tekintette célcsoportjának, hogy a TF1 konkurenciája legyen.
2000. augusztus 1-ével életbe lépett egy törvény, amivel a France Télévisions holdinggá alakult.
2005 és 2008 között, Patrick de Carolis elnöksége alatt a csatorna kulturális tematikájú volt.

## Logók

France 2 logói
1992. szeptember 7. - 2002. január 6.
2002. január 7. - 2008. április 7.
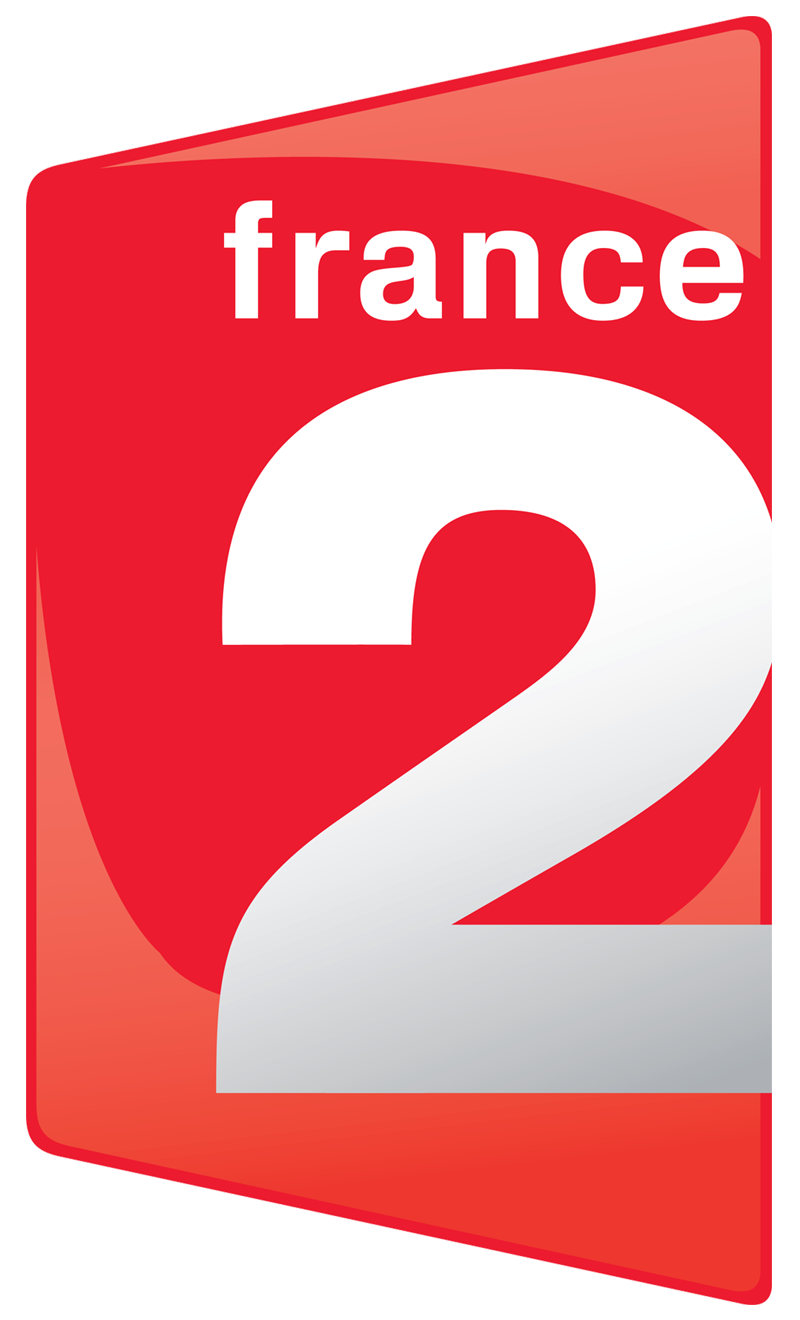
2008. április 7. óta.
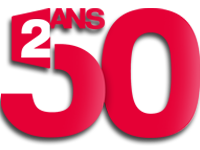
Az 50 éves évforduló alkalmából készült logó.
2008. október 30. óta a HD felbontás logója.